# Sztutowo
Sztutowo (Duits: Stutthof) is een dorp in het Poolse district  Nowodworski. De plaats maakt deel uit van de gemeente Sztutowo en telt 2988 inwoners.
Sztutowo is de geboorteplaats van de Duitse filosoof Arthur Schopenhauer (1788-1860). 

## Geschiedenis
Sztutowo werd voor het eerst genoemd in de dertiende eeuw en was toen een vissersdorpje in Pommerellen. In 1308 werd het dorpje bezet door de Duitse Orde. Na het einde van de Dertienjarige Oorlog in 1466 werd het deel van de autonome Poolse provincie koninklijk Pruisen. De Pruisische koning Frederik de Grote annexeerde het dorpje in 1772 bij de eerste Poolse deling. In 1871 werd Stutthof deel van het Duitse Keizerrijk. Na de Eerste Wereldoorlog werd het een deel van de vrije stad Danzig. 
Bij het uitbreken van de Tweede Wereldoorlog bouwden de Nazi's er het concentratiekamp Stutthof. Ongeveer 85.000 mensen kwamen er om, het is nu een museum. 